# 村内水库
村内水库是中国福建省泉州市安溪县境内的一座水库，位于晋江西溪上，建于1981年。水库正常库容为987万立方米，集雨面积为18平方千米，海拔为526.5米。